# 灰背铁线蕨
灰背铁线蕨（学名：Adiantum myriosorum）为铁线蕨科铁线蕨属下的一个种。